# Themata
Themata — дебютный студийный альбом австралийской группы Karnivool. Альбом был записан на независимом лейбле. Релиз в Австралии состоялся 7 февраля 2005 года. В дальнейшем пластинка распространялась дистрибьютерской группой MGM Distribution.
Релиз в США состоялся 10 апреля 2007 года, на этот раз распространителем стал лейбл Bieler Bros. Records.
В Великобритании пластинка вышла 7 мая 2007 года.
Альбом был тепло принят критиками и получил неплохие рецензии. Журнал «Kerrang!» назвал его «10-трековым путешествием парящей мелодии».

Оформление альбома

## Список композиций
1. «C.O.T.E.» — 5:50
2. «Themata» — 5:40
3. «Shutterspeed» — 3:46
4. «Fear of the Sky» — 5:16
5. «Roquefort» — 4:38
6. «L1FEL1KE» — 4:40
7. «Scarabs» — 2:10
8. «Sewn and Silent» — 4:12
9. «Mauseum» — 3:54
10. «Synops» — 4:53
11. «Omitted for Clarity» — 0:20
12. «Change (Part 1)» — 3:28

## Комментарии
- C.O.T.E. переводится как «Centre of the Earth», что означает «Центр Земли»;
- Концертное исполнение песни «Themata» отличается от альбомной версии. Вступление к треку дополняет интро, которое длится более двух минут.